# Microseris major
Microseris major là một loài thực vật có hoa trong họ Cúc. Loài này được (A.Gray) Sch.Bip. mô tả khoa học đầu tiên năm 1866.